# WING Zrt.
A WING Zrt. egy magántulajdonban lévő, több mint 25 éves múltra visszatekintő magyarországi alapítású és székhelyű ingatlanvállalkozás, a közép-európai ingatlanpiac egyik vezető ingatlanfejlesztő és -befektető vállalatcsoportja.
A WING az ingatlanpiac minden szegmensében jelen van, így irodák, ipari és logisztikai ingatlanok, kiskereskedelemi projektek, szállodák és lakófejlesztések is a portfoliója részét képezik.
Működése alatt közel 800 milliárd forint értékű befektetést eszközölt ingatlanfejlesztésbe Magyarországon, amely összesen mintegy 1,4 millió m2 alapterületű ingatlant fed le. A BTS (Build-To-Suit) székházak vezető magyarországi fejlesztője.
Nemzetközi terjeszkedésének köszönhetően Németországban és Lengyelországban is meghatározó szereplő, többségi tulajdonában áll Lengyelország legnagyobb ingatlanfejlesztő vállalata, a Varsói Értéktőzsdén jegyzett Echo Investment, illetve a vezető német lakó- és kereskedelmi ingatlanfejlesztő, a BAUWERT.
A társaság elnök-vezérigazgatója Noah M. Steinberg.

## Cégtörténet, mérföldkövek
A WING története 1999-ben vette kezdetét, 2000-ben pedig megvalósult a társaság első modern raktárbázis fejlesztése, a Harbor Park, amelyet 2003-ban az első két irodafejlesztés, a Bajor Center és a Polar Center követett.
2006-ban elindult a vállalat portfólió-és vagyonkezelési üzletága. 2016-ban növekedési stratégiája támogatása érdekében a társaság elindította első kötvényprogramját, amellyel az volt a célja, hogy külső forrásbevonással gyorsítsa fel a tervezett új ingatlanfejlesztések megvalósítását.
2018-ban a WING elindította önálló lakóingatlan-fejlesztő üzletágát LIVING néven.
2019-ben a társaság többségi tulajdonossá vált az Echo Investmentben, Lengyelország legnagyobb ingatlanfejlesztő vállalatában.
2021-ben a cég kibocsátotta úgynevezett zöld kötvényét, olyan beruházások, projektek, kiadások vagy eszközök finanszírozására vagy refinanszírozására, amelyek kiemelkedő fenntarthatósági mutatókkal rendelkeznek.
2022-ben a WING a magyarországi ingatlanpiacon elsők között adott ki a fenntartható működésükről és társadalmi felelősségvállalásukról szóló ESG jelentést.
2022-ben a társaság önálló üzletágba szervezte az ipari és logisztikai fejlesztéseit WING Industrial néven. A WING Industrial magas technológiai minőségű épületei gyártó, összeszerelő, fulfillment és raktározási célokra egyaránt alkalmas csarnoktereket kínálnak, akár irodai és kiszolgáló funkciókkal kiegészítve
2023-ban a vállalat többségi tulajdonossá vált a Bauwertben, az egyik legismertebb német lakó- és kereskedelmi ingatlanokkal foglalkozó fejlesztő cégben, amivel a WING Közép-Európa egyik vezető ingatlanfejlesztőjévé vált.

## Főbb tevékenységi körök
A WING Csoport tevékenysége három fő területre osztható:

### Ingatlanfejlesztés
A vállalat minden ingatlanpiaci szegmensben aktív: elsősorban irodai, ipari/logisztikai, kiskereskedelmi és szállodai projektekkel foglalkozik, továbbá 2018-tól lakóingatlanfejlesztésben is aktív LIVING almárkája révén.

### Ingatlanbefektetés
E tevékenység célja olyan lehetőségek megragadása, amelyek túl kicsik vagy bonyolultak a nagy intézményi befektetők számára, ugyanakkor Magyarországon kiemelkedőek. Befektetések során iroda, ipari és kiskereskedelmi ingatlanokat vizsgál, ideértve olyan ingatlanokat is, amelyek funkcióváltás, felújítás vagy fejlesztés után válnak értékessé, illetve kivételes esetben telkeket is.

### Ingatlanszolgáltatások
A WING csoport tervezéssel, üzemeltetéssel és fővállalkozással foglalkozó leányvállalatokkal rendelkezik.

## Nemzetközi jelenlét
A WING többségi tulajdonában áll Lengyelország legnagyobb ingatlanfejlesztő vállalata, a Varsói Értéktőzsdén jegyzett Echo Investment, illetve a vezető német lakó- és kereskedelmi ingatlanfejlesztő, a BAUWERT.

### ECHO Investment
A WING 2019-ben többségi tulajdonrészt vásárolt a Varsói Tőzsdén jegyzett lengyel ingatlanfejlesztő vállalatban, az Echo Investmentben. Az Echo Investment a legnagyobb lengyel ingatlanfejlesztő cég, és az egyetlen, amely egyszerre bír jelentős tapasztalattal a lakó-, a kiskereskedelmi, illetve az irodapiacon. A cég hét lengyel nagyvárosra fókuszálja fejlesztői tevékenységét, ezek: Varsó, Krakkó, Lódz, Wroclaw, Katovice, Gdansk, és Poznan. Részvényeit 1996 óta jegyzik a Varsói Értékpapír Tőzsdén.

### BAUWERT
A WING 2022 végén írt alá megállapodást arról, hogy többségi részesedést vásárol a Bauwert AG vállalatban. A Bauwert Németország egyik legelismertebb, 1983 óta aktív lakó- és kereskedelmi ingatlanokkal foglalkozó ingatlanfejlesztő cége. Lakó és kereskedelmi épületeinek több mint 70%-a Berlinben valósult meg, a vállalat eddigi fejlesztési volumene pedig meghaladja a 4,5 milliárd eurót.

## Kiemelt projektek
2007-ben megvalósult az Átrium Park irodafejlesztése, ahol üzleteket, éttermeket, fitness termet, sétányokat és kerteket is terveztek. A társaság szintén 2007-ben adta át egy egyetemi infrastruktúra fejlesztés keretében az új Corvinus Campust.
2008-ban a WING megvalósította első bevásárlóközpont fejlesztését, az Agria Parkot, amelynek keretében Eger óvárosában olyan egyedülálló épület- és kertkomplexumot hozott létre, ahol a vásárlás a korabeli piactér nyüzsgő forgatagát idézi, illetve ott létesült az ország első plázakönyvtára is.
2009-ben a társaság átadta az új MTVA székházat és gyártóbázisát.
2011-ben a cég átadta az Allianz székházát, amely a cég első környezettudatos irodafejlesztése volt.
2012-ben a társaság megvalósította a Hegyvidék Bevásárlóközpont fejlesztését, amely a fenntartható tervezés és építés miatt BREEAM Very Good minősítést kapott.
2015-ben a WING átadta első szállodafejlesztését, a Best Western Plus Lakeside Hotelt.
2017-ben a cég egy újabb hotelt adott át, a 145 egyedi stílusú szobával és Sweet-bed ággyal rendelkező Ibis Styles Budapest Airport Hotel projektet.
2018-ben a WING elindította a lakófejlesztésért felelős üzletágát, a LIVING-et, amelynek első projektje a nagysikerű Kassák Residence projekt volt.
2018-ban a cég átadta Magyarország legnagyobb irodaházát, a Telekom Campust, amellyel a kerület és a környék arculatát is színesebbre formálta.
2024-ben átadták a Libertyt, az ország egyik legmodernebb és ESG-konform vegyesfunkciós komplexumát. Ezzel egyidőben felavatták a Telekom Campus és a Liberty épülete között elhelyezkedő kortárs alkotást, a WING Lemniszkáta térplasztikát is.
Budapest XIV. kerületében, a Hungária körúton található HOP Technology Office Park egyedi technológiai irodaparkként történő megújulása szintén a WING nevéhez köthető.
Ugyancsak 2024-ben a cég átadta az RTL új belvárosi, irodáknak és stúdióknak egyaránt helyszínt nyújtó bázisát, a Liget Centert, a modernista épületegyüttes korszerűsítése és átépítése során kiemelt szempont volt a műemlékvédelem.

## Fenntarthatóság, társadalmi felelősségvállalás
A cég nagy hangsúlyt fektet a vállalati társadalmi felelősségvállalásra és a fenntartható épületek létrehozására.
A zöld épületek mellett a körforgásos építészet elveit szem előtt tartva, a WING folyamatosan fejleszti a régebbi épületek infrastruktúráját a magasabb energiahatékonysági előírásoknak való megfelelés érdekében, valamint szerepet vállal az e-közlekedési infrastruktúra fejlesztésében is.
A társaság immáron évek óta főtámogatója az SOS Gyermekfalvak alapítványnak, valamint az ország legjelentősebb tudományos diákfórumának, az Országos Tudományos Diákköri Konferenciának.
A WING eddigi 25 éves fennállása során számos projektjében kiemelt szerepet kapott a kortárs művészet támogatása, amire a jövőben is figyelmet szentel. A társaság célja, hogy ingatlanfejlesztéseivel inspirálja a városlakókat, a turisztikai célú látogatókat, illetve az, hogy minél több ember számára hozzáférhetővé tegye a hazai művészek által létrehozott alkotásokat. Ennek érdekében indította el a WING Kortárs Művészeti Programját is.